# Plutonisme
Cet article concerne la théorie géologique. Pour la formation des plutons, voir Pluton (géologie).

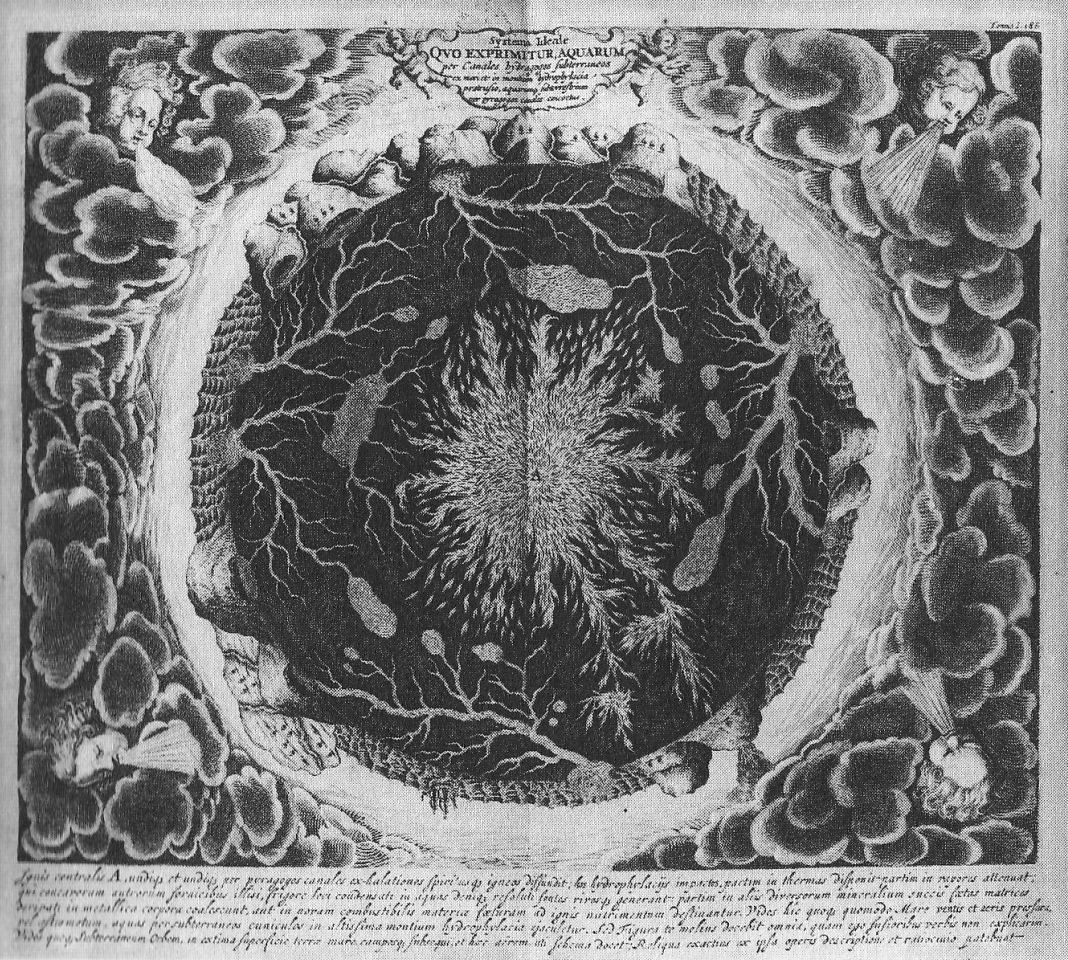
Illustration du Mundus subterraneus, premier traité de géologie. 1665, Athanase Kircher.

Le plutonisme, d'après le dieu romain des profondeurs Pluton, est une théorie géologique obsolète (en) en vogue au XVIIIe siècle, proposée par James Hutton, affirmant que les roches sont issues de l'activité volcanique. Elle s'oppose au neptunisme, théorie antérieure selon laquelle les roches terrestres sont le produit d'une sédimentation originelle lors de la formation de la Terre. Hutton établit que le granite est issu du refroidissement de poches de magma remontant vers la surface. On parle de roches intrusives ou roches plutoniques.
La vive opposition entre neptunisme et plutonisme fut dépassée au cours des avancées de la minéralogie. On sait aujourd'hui qu'une roche peut être formée par sédimentation, magmatisme, ou bien encore métamorphisme.